# دانييل هولاندر
دانييل هولاندر (بالإنجليزية: Daniel Hollander)‏ هو مدرب رياضي أمريكي، ولد في 9 مايو 1972 في رويال أوك في الولايات المتحدة.

## وصلات خارجية
- الموقع الرسمي